# تامی کیورو
تامی کیورو (فنلاندی: Tami Kiuru؛ زادهٔ ۱۳ سپتامبر ۱۹۷۶) اسکی‌باز پرش اهل فنلاند بود.